# 四比信紗
四比 信紗（しひ の しなさ、生没年不詳）は、奈良時代の女性。大和国有智郡（現在の五條市）の人。

## 出自
先祖の四比福夫は、白村江の戦いの際に百済から倭国（日本）へ亡命した渡来人であり、『日本書紀』巻第二十七によれば、天智天皇4年（665年）8月に、同じく百済の遺臣で達卒の憶礼福留とともに筑紫国に大野・椽城の二つの古代山城を築き、大宰府の背後と南部の警護を固めている。『続日本紀』巻第九によると、一族の四比忠勇には、神亀元年（724年）に椎野連の氏姓が賜与されており、同巻第二十七では、天平神護2年（766年）3月に四比河守にも同じ氏姓が与えられている。また、夫君の氏果安（うじ の はたやす）も、『書紀』の欽明天皇31年（570年）4月に、高句麗使節の歓迎の使者として派遣された東漢氏直糠児（やまとのあや の うじ の あたい あらこ）の名が見えるところから、同じく渡来人系の東漢氏の支族であろうと思われる。

## 記録
『続日本紀』巻第六の語るところによると、信紗は氏直果安の妻で、舅や姑に仕えて孝行者として名が知られていた。夫の亡き後も積年の志を守り、自分が産んだ幼子と妾の子も含めた8人の子供を引き連れ、撫養するのに区別がなかった。舅や姑に仕えて、自ら婦人としての礼を尽くしたため、鄕里に感歎された。和銅7年（714年）11月、元明天皇はこれを表彰し、終身租税の負担を免除した、という。
この時代、孝順であることは表彰されるべきことであり、文武天皇の詔によると、「曽祖父から玄孫に至るまで、累代孝行を尽くす一家の全員の賦役を免除し、家の門や里の入口に立て札を立てて掲示し、義家とする」ということになっていた。これは賦役令17の「孝子順孫条」により規定されたものでもある。